# Venceslau de Liechtenstein
Venceslau de Liechtenstein ou Wenzeslaus de Liechtenstein (Uccle, Bélgica, 12 de maio de 1974) é um membro da Casa de Liechtenstein. Ele é o segundo filho do príncipe Filipe Erasmo, presidente do LGT Bank, e de sua esposa, Isabelle de l'Arbre de Malander. Venceslau é sobrinho do príncipe soberano de Liechtenstein, Hans-Adam II. Já namorou a modelo brasileira Adriana Lima. Mora em Paris.